# في التربية: إميل نموذجا
إميل، أو في التربية، أو دراسة في التربية (بالفرنسية: Émile, ou De l’éducation) هو كتاب لجان جاك روسو ويعدّه من أفضل مؤلفاته وأكثرها أهمية، حيث يدرس فيه طبيعة كلاً من التربية والإنسان. نُشر الكتاب عام 1762 ومُنع تداوله على الفور في باريس وجنيف كما حُرقت نسخ أولى طبعاته أمام العامة، وذلك بسبب محتوى أحد أقسام الكتاب والذي كُتب بعنوان «عقيدة الكاهن سافوا». من الجدير بالذكر أنّ الكتاب كان سبباً لإنشاء نظامٍ تربويٍ وطنيٍ جديد في خضم أحداث الثورة الفرنسية.

## السياسة والفلسفة
يتناول هذا العمل أسئلة أساسية تخص السياسة والفلسفة تتمحور حول علاقة الفرد بالمجتمع، ويتحدث تحديداً عن تمكّن الفرد، في ظل فساد جماعته، من الحفاظ على الطبيعة البشرية الأصيلة -حسبما يسمّيها روسو- حيث استهلّ الكتاب بالعبارة التالية: «يخرج كل شيءٍ صالحاً من يد الخالق، ثم يعتوره الفساد والنقص بين يدي الإنسان».
يرغب روسو في وصف النظام التربوي الذي من شأنه تمكين الإنسان الطبيعي الذي سبق ذكره في العقد الاجتماعي (1762) من النجاة في ظل فساد المجتمع. ولذلك وظّف الأداة الروائية متجسدةً في إميل ومعلمه لتصوير الطريقة المثلى لتربية المواطن. فكتاب إميل ليس دليلاً أبوياً مفصّلاً فحسب بل وشاملاً لبعض النصائح المحددة فيما يتعلق بتربية الأطفال. يعدّه البعض رائداً في مجال فلسفة التربية في الثقافة الغربية لِما يحمل بين طياته من محتوى متكامل، وهو أحد أول الروايات التربوية.

## أقسام الكتب
قُسِّم الكتاب بمجمله إلى خمسة كتب، خُصصت الثلاثة الأولى منها للطفل إميل، ويبحث الرابع في مرحلة مراهقته، أما الخامس فيُوجز تربية شريكته صوفي بالإضافة إلى حياته الأسرية والمدنية.

### الكتاب الأول

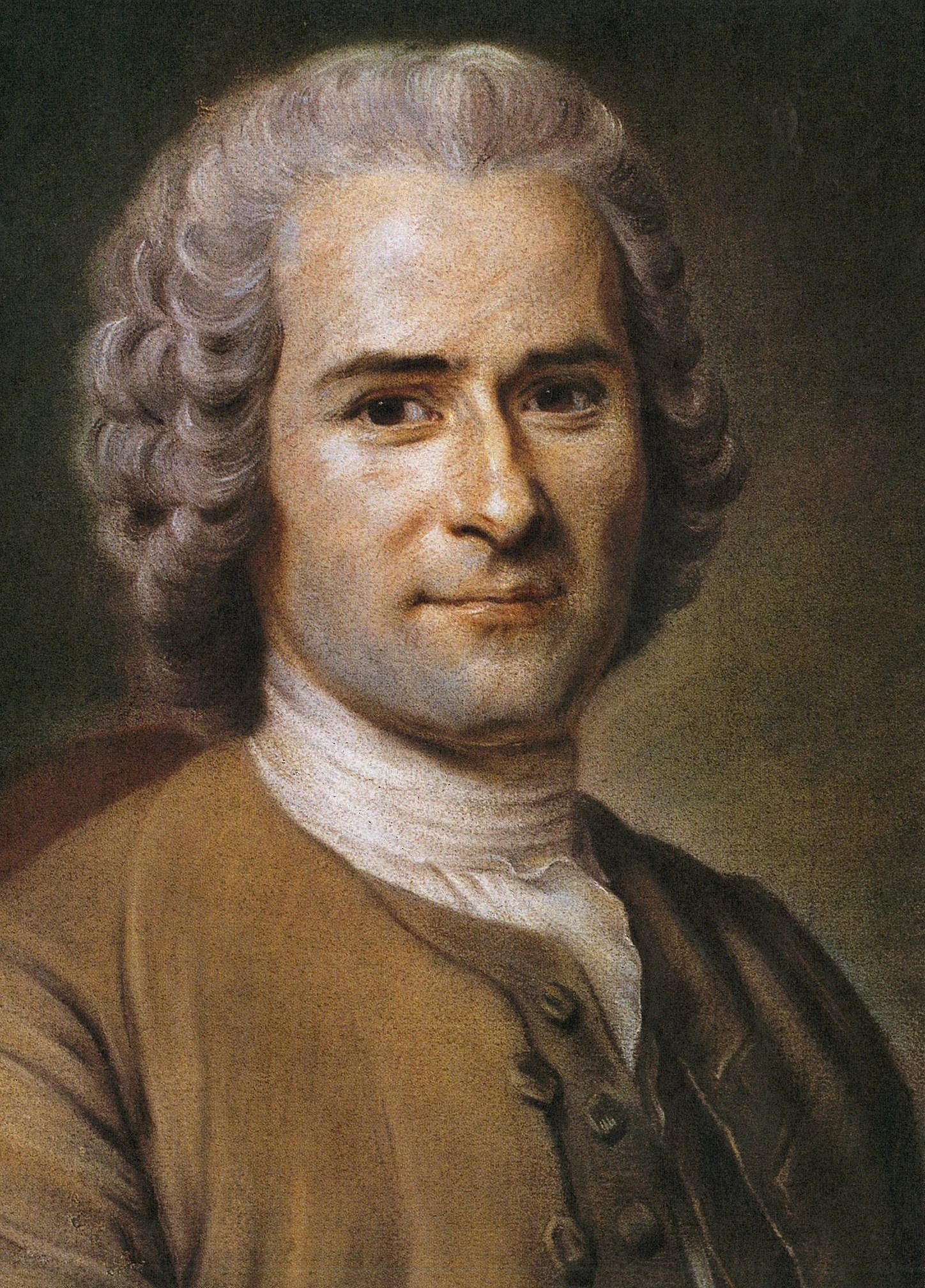
جان جاك روسو

لم يناقش روسو فلسفته الأساسية فحسب في كتابه الأول بل حدّد كذلك الطريقة التي ينبغي أن يعتمد عليها الفرد لتربية الطفل بحيث تتوافق مع تلك الفلسفة. وبدأ ذلك بذكر أولى مراحل النمو الجسدي والنفسي للرضيع والطفل.
يحاول الكتاب إيجاد طريقة لحل التناقضات بين الإنسان الطبيعي المخلص لذاته ومقتضيات الحياة في المجتمع. وبالنسبة إلى هذا المشروع التربوي فإن العبارة الاستهلالية التي سبق ذكرها لا تبشّر بخير؛ «يخرج كل شيء صالحاً من يد الخالق، ثم يعتريه الفساد والنقص بين يدي الإنسان»، لكنّ روسو يُقرّ بأنه يجب على كل مجتمع أن «يختار بين تنشئة إنسان أو تنشئة مواطن» وأنّ «أفضل المؤسسات الاجتماعية هي التي تعي جيداً كيف تغيّر الطبيعة الإنسانية، وتسلب من الفرد وجوده المطلق وتمنحه وجوداً نسبياً، وتحوّل الأنا المفردة إلى الأنا الجماعية». فعملية تغيير الطبيعة الإنسانية تحدث، وفقاً لروسو، بالسيطرة على بعض الغرائز «الطبيعية» التي نوّه إليها في كتابه العقد الاجتماعي. ولم يثنِ روسو في إميل على تغيب مفهوم الفرد «الهمجي النبيل» -وهو مصطلح لم يستخدمه إطلاقاً- حيث أنه كتابٌ اجتهادي يفسر إمكانية انخراط الإنسان الطبيعي بمجتمعه، فلذلك لن تكون هذه العملية «سلبية» تماماً، بل عكس ذلك.
بُنيت معظم مقترحات روسو المقدمة في هذا الكتاب على أفكارٍ قدّمها مصلحين تربويين آخرين، فعلى سبيل المثال أيّد برنامج لوك المتعلق بالتقوية البدنية للأطفال ليستطيعوا تحمّل شدّة تقلبات المواسم والمناخ والظواهر الطبيعية، وكذلك تقويتهم ضد الجوع والعطش والإعياء. كما ركّز على مخاطر تقميط الرُضَّع وفوائد رضاعة الأمهات لمواليدهنّ، حيث اهتمّ روسو كثيراً بموضوع الرضاعة، فأثار نقاشاً حول ذلك، حيث يقول: «أما إذا أقبلت الأمهات على إرضاع أطفالهن فما أحرى الأخلاق أن تصلُح من تلقاء نفسها، وتتقد العواطف الطبيعية في القلوب، وتُعمَّر الدولة». وفي هذه العبارة من المبالغة ما يدلل على أسلوب روسو البلاغي المتكلف، كما يوضّح ذلك الباحث البارز في كتابات روسو، بيتر جيماك، في قوله: «يحاول روسو عامداً وبعناية إيجادَ عباراتٍ ذات لغة مذهلة تشدّ انتباه القراء وذات وقعٍ مؤثر على مشاعرهم، وإن كانت لا تخلو من المبالغة كما هو حال معظم كتاباته». والدليل على ذلك الثورة التي أحدثتها أفكار روسو فيما يتعلق بموضوعي التقميط والرضاعة، برغم أنها ليست أفكاراً جديدة.

### الكتاب الثاني
يتناول الكتاب الثاني بوادر تفاعلات الطفل مع العالم من حوله، وفي هذه المرحلة يعتقد روسو بأن التربية يجب ألا تُستخلص من الكتب بل من التفاعلات مع العالم مع التركيز على تطوير حواس الطفل وقدراته على الاستدلال منها. يُنهي روسو الفصل بطرح نموذجٍ ناجح يتمثل في طفلٍ أُنشئ على هذا المبدأ، إذ كان يطلب والده منه الطفل تحديد إتجاه الطائرات الورقية بمجرد النظر إلى ظلالها على الأرض، لم يكن الطفل على علم مُسبق بطريقة حل هذا التمرين لكنّه نجح في ذلك، وتمكن من الاستدلال على وجود العالم المادي وفهمه. يمكن اعتبار هذا الأسلوب بشكلٍ من الأشكال تمهيداً لمنهج مونتيسوري.

### الكتاب الثالث
يتحدث روسو في الكتاب الثالث عن اختيار حِرفةٍ ما للطفل من منطلق إيمانه بضرورة تعليم الطفل أية مهارة يدوية تناسب عمره وجنسه وتتوافق مع ميوله، وذلك باختيار معلمٍ جديرٍ بتعليمه واتخاذه قدوةً له.

### الكتاب الرابع
حين يشتد عود الصبي إميل ويدرك جيداً ما يدور حوله فإنه يصبح مستعداً لآخر مرحلة من مراحل تربيته ألا وهي تدريبه على حس العاطفة، فحسبما يرى روسو: «لقد أنشئنا إنساناً نشِطاً وعقلانياً، والآن يتبقى علينا لإكمال تنشئته أن نجعله إنساناً مُحباً وعاطفياً، أي أننا سنُحكِّم المنطق بالعاطفة». ففي هذه المرحلة يبلغ المراهق من العمر ستة عشر عاماً، وعليه، يعتقد روسو بأنه أصبح قادراً على فهم المشاعر الإنسانية المعقّدة وخصوصاً شعور الشفقة. يناقش هذا الكتاب كذلك مسألة عدم استطاعة إميل أن يضع ذاته محل الآخرين ولكن ببلوغه هذه المرحلة فإنه سيتمكن أخيراً من الانخراط بالعالم المحيط به والتآلف مع مجتمعه.
ثم يشرع المعلم، بعد تدريب إميل على العاطفة خلال سنوات مراهقته ودمجه في المجتمع، في تعليمه مفهوم الدين. يعتقد روسو بأن الأطفال دون سنَّي الخامسة عشر أو السادسة عشر لا يفقهون أمراً فيما يتعلق بالمفاهيم المجردة؛ كالروح مثلاً، لذا فإنه من الخطر إثارة مفهوم الدين في تلك المرحلة، ويعلل ذلك «بأن الجهل بالذات الإلهية لهو أهون من استنقاصه» كما أن العملية حينها ستكون مجرد تلقين غير نابع من إيمانٍ صادق لأن الطفل غيرَ قادرٍ بعد على استيعاب المفاهيم الصعبة التي يتضمنها الدين.
ويضم الكتاب الرابع «عقيدة الكاهن سافوا» وهو القسم الشهير الذي تسبب في إدانة الكتاب، حيث فُصل هذا القسم تحديداً عن الكتاب ونُشر كجزءٍ مستقل. كتب روسو في نهاية هذه «العقيدة»: «لم أكتب كل هذا لأجل أن تصبح عقيدتي قاعدةً دينية يجب على الفرد اتّباعها بل كنموذجٍ لطريقة التبصّر الحق لئلا ينحرف أحدٌ عمّا حاولت إيصاله». يخوض روسو -على لسان الكاهن- نقاشاً يُستخلص منه أن الإيمان هو اعتناقُ دين الطبيعة، «وإن وجب أن يكون (للفرد) ديناً آخر غير ذلك الدين، فليس من حقي أن أكون مرشده، بل له وحده أن يختار ذلك الدين بنفسه».

### الكتاب الخامس
يتمحور الكتاب الخامس حول تربية صوفي -الفتاة التي سيتزوجها إميل- وبهذا الصدد، أثار الحديث الموجز عن موضوع تربية الإناث ردةَ فعلٍ عصرية أكبر من تلك التي أثارها موضوع تربية إميل ذاته. فنذكر على سبيل المثال مقال الكاتبة والفيلسوفة ماري وولستونكرافت، «دفاعاً عن حقوق المرأة» (1792)، والذي خصصت فيه قسماً كاملاً بعنوان: «ملاحظات انتقادية على بعض الكتاب ممن جعلوا النساء موضعَ إثارةٍ للشفقة» لتهاجم فيه روسو ومجادلاته.
اقتبست وولستونكرافت في مقالها بعضاً من مناقشات روسو التربوية بغرض الرد عليه، حيث كتبت في الفصل الرابع من المقال ما يلي:
(يقول روسو في كتابه: «قوموا بتربية الرجال والنساء سواء، وبرغم أننا نمثل ذات الجنس البشري إلا أن لديهن سلطةً أقل علينا»، وهذه هي بالتحديد النقطة التي أود التنويه إليها إذ أنني لا أرغب بأن تحظى النساء بسلطةٍ على أي رجل، بل على أنفسهن).
وبدى من الواضح كذلك معارضة الكاتبة الفرنسية لوي دوبني لجدل روسو حول تربية الإناث وذلك لما نشرته بعنوان «مباحثات في إميل». تعتقد دوبني بأن طريقة تربية الإناث هي التي تحدد مكانتهن في المجتمع وليست تلك الاختلافات الطبيعية كما يدّعي روسو.
يشرع روسو في سرد مواصفات صوفي، باعتبارها المرأة المثالية، بدءاً بوصف الاختلافات الفطرية بين المرأة والرجل في هذه الفقرة المشهورة عنه:
«إنهما متساويان من حيث الجوانب المشتركة، أما من حيث جوانب اختلافهما فليس هناك أي مجال للمقارنة. إذ لا ينبغي للمرأة المثالية والرجل المثالي أن يتشاركا في أكثر من المظهر ولا يصح أن يمتلكا ذات القدرات العقلية، فالمثالية ليست قابلة للزيادة أو النقصان. وحين يتحدّ الجنسان يسهم كلٌ منهما في تحقيق الأهداف العامة مع الأخذ بالاعتبار اختلاف طريقة إسهاميهما. ولذا فمن هذا التباين ينتج بينهما أول اختلاف يمكن نسبه إلى الجانب الأخلاقي»
وبالنسبة لروسو فإن «جوانبهما المشتركة مستمدة من تشابه نوعهما البشري، أما جوانبهما المختلفة فتعود إلى اختلاف جنسيهما». ويوضّح روسو بأنه ينبغي على النساء أن يكنّ «مستسلمات وضعيفات» و«خاضعات» بصفتهن «مخلوقات لأجل إرضاء الرجال», وعليهم بدورهم إرضائهن كذلك. كما يبرر للهيمنة الذكورية على أنها «الإثبات الوحيد لقوة الرجل» وبوصفها قانوناً «طبيعياً» سابقٌ على قانون الحب ذاته.
وتناول روسو كذلك في الكتاب الخامس من إميل موضوع التنشئة السياسية من خلال تضمين نص موجز من كتابه السياسي العقد الاجتماعي، الذي نُشر في نفس سنة نشر إميل, والذي منعت الحكومة تداوله أيضاً لما يحتويه من نظرياتٍ جدلية حول الإرادة العامة. لم يذكر روسو أية تفاصيل تتعلق بالتوتر القائم بين ذوي السيادة والسلطة التنفيذية، بل ذكر تفاصيلاً تحيل القارئ للرجوع إلى العمل الأصلي.
يبلور موقف روسو تجاه تربية الإناث والأفكار الأخرى التي أشار إليها في كتابه مشاعراً موجودة في العصر الراهن. فخلال القرن الثامن عشر كانت تربية الإناث مقتصرة على المهارات المنزلية كالخياطة والتدبير المنزلي والطهي، باعتباره المجال الأنسب لهنّ، وذلك بالفعل ما ينادي إليه روسو.

## إميل وصوفي
بعد وفاة روسو نُشر هذا الجزء غير المكتمل والذي يعد مُتماً لكتاب إميل. تمثلت فيه شخصية صوفي كامرأةٍ غير مخلصة (كونها ارتكبت فعلاً فاحشاً تبيّن فيما بعد أنها تعرضت لاعتداءٍ حدث بعدما تم تخديرها)، أما إميل فكان حانقاً منذ بداية الأمر بشأن خداع زوجته له، حيث قال: «إن الخيانات الزوجية التي تتسبب بها نساء العالم ليست إلا تصرفٌ جريء، لكنّ ما قامت به صوفي هو من أقبح الفظاعات على الإطلاق. إنّه لفرقٌ هائل بين ما كانت عليه صوفي وما هي عليه الآن. ليس هناك أبداً فعلاً يعادل فعلها الفاحش ولا جريمةً تعادل ما ارتكبته». لكنه وبعد مضي الوقت رفق بها إلى حدٍ ما وألقى اللوم على نفسه إذ جاء بها إلى مدينةٍ لا تخلو من الغوايات، إلا أنه برغم ذلك ابتعد عنها وعن أطفالهم. يقول إميل خلال مناجاته وعذاباته الداخلية التي بدت واضحة عبر مراسلاته لمعلمه القديم حيث كان لا ينفك أن يعلّق على جميع علاقاته العاطفية التي كوّنها في حياته الأسرية: «لقد قيّدت هذه الأصفاد ذاتها -كنايةً عن قلبه». سيتعقد القارئ حالما يبدأ إميل في التعافي من الصدمة بأن تلك الأصفاد لا تستحق ثمن الألم المحتمل؛ وذلك لأنه دائماً ما يقوم «بتوثيق (ارتباطه) بموطنٍ ما أثناء (محاولاته) لفكّه»، وبذلك فهو لا يعد «مواطناً لذلك الموطن بل ابناً للأرض».
وإن قارننا بين إميل ورواية جولي (بالفرنسية: La Nouvelle Héloïse) التي كتبها روسو في أدب الرسائل فالحالُ مختلف؛ إذ تجسدت مثالية جولي في مبدأ الوطنية والسعادة الريفية (بل النعيم الريفي), أما في إميل وهذا الجزء المُتم له، فالمثالية كانت في «الاكتفاء الذاتي العاطفي الذي يمثّل الحالة الطبيعية للرجل البدائي، وبالنسبة للرجل العصري فيمكن تحقيقها فقط بقمع نزعاته الطبيعية».
ويُشير البروفسور ويلسن بايفا -عضو في جمعية روسو- إلى أن هذا العمل الذي تركه روسو قبل إنهائه هو بمثابة «تذكير بموهبته الفذّة في الربط العبقري بين الأدب والفلسفة، وكذلك قدرته على تأليف منهجٍ تعليمي يجمع بين العاطفة والمنطق».